# Джан (грузинська літера)
Джан (ჯანი, [ʤani]) — тридцять друга літера грузинської абетки.
Приголосна літера. Вимовляється як українська [ дж ] (МФА /dʒ/). За міжнародним стандартом ISO 9984 транслітерується як ǰ.

## Історія
| Асомтаврулі | Нусхурі | Мхедрулі |
| ----------- | ------- | -------- |
|             |         |          |

## Юнікод
- Ⴟ : U+10BF
- ჯ : U+10EF